# Philippe de Clèves
Pour le prélat français, voir Philippe de Clèves (évêque).
Philippe de Clèves (Le Quesnoy 1459 - Château de Wynendaele 28 janvier 1528), seigneur de Ravenstein, Wynendaele et Enghien, amiral des Pays-Bas (nl) (1485-1488), était un noble et un chef militaire des Pays-Bas bourguignons, conseiller de Maximilien de Habsbourg.
Aristocrate ombrageux et indépendant auquel la franchise de sa pensée et la fermeté de son caractère valurent bien des disgrâces, Philippe de Clèves (connu dans sa jeunesse comme Philippe de Ravenstein) fut un guerrier ambitieux au service des ducs Valois de Bourgogne à la cour desquels il mena grande vie.  Fidèle à la dynastie bourguignonne, il choisit cependant le parti de l’autonomie des villes contre les volontés centralisatrices de l’empereur Maximilien de Habsbourg, après la disparition prématurée de Marie de Bourgogne.

## Jeunesse
Il était le fils d'Adolphe II de Clèves, seigneur de Ravenstein (1425-1492, (petit-fils du duc de Bourgogne Jean sans Peur) et de Béatrice de Coimbra (†1462, petite-fille de Jean Ier de Portugal). Comme son père, chevalier de l'ordre de la Toison d'or et remplissant de hautes fonctions à la cour de Bourgogne, s'était, après la mort de sa première épouse, remarié avec Anne de Bourgogne, gouvernante et tante de la jeune duchesse Marie de Bourgogne, Philippe fut un compagnon d'enfance et de jeux de celle-ci et Marie avait une vraie affection pour lui.
En 1477, Philippe de Clèves fut nommé gouverneur militaire de la Flandre française. En cette qualité, il combattit l'armée française, avec des succès divers ; il participa notamment à la bataille de Guinegatte (7 août 1479) qui fut une victoire burgundo-flamande. En 1482 il rétablit l'ordre dans la principauté de Liège, après l'assassinat du prince-évêque Louis de Bourbon par Guillaume de la Marck (dit le sanglier des Ardennes).
Philippe Monseigneur de Ravenstein, comme ses contemporains l'appelaient, épousa en 1485 Françoise de Luxembourg (†1523), fille de Pierre II de Luxembourg Saint-Pol, châtelain d'Enghien où le mariage fut célébré.

## La révolte des villes des Pays-Bas contre Maximilien
Lorsqu'en 1486 Maximilien fut appelé en Allemagne pour y régler la succession de son père Frédéric III, Philippe de Clèves assura, avec Englebert II de Nassau et le chancelier Jean Carondelet, l'intérim du gouvernement des Pays-Bas bourguignons. Après le retour de Maximilien, Philippe prit une part active à la répression du soulèvement des villes flamandes d'Ypres, Bruges et Gand; et lorsque Maximilien fut fait prisonnier, il s'offrit comme l'un des otages répondant sur leur vie de l'accomplissement par le souverain des accords qui lui avaient été imposés le 16 mai 1488. Mais le futur empereur ne tint pas parole. Révolté que son souverain trahisse sa parole et les accords passés, Philippe de Clèves prit le parti des villes insurgées. Il diffusa un pamphlet original intitulé Le Philalèthe, où il s'affirmait comme le véritable défenseur de la maison de Bourgogne, contre les Habsbourg. Il y accusait Maximilien d'avoir voulu annexer les Pays-Bas bourguignons au Saint-Empire, et, contre le « traître » Maximilien, il présentait le fils de celui-ci, Philippe le Beau, comme le seul héritier légal des États bourguignons. La réaction ne se fit pas attendre : le 5 septembre de la même année (1488), Philippe de Clèves non seulement se voyait retirer son titre d'amiral des Pays-Bas, mais était mis au ban de l'Empire.
Il ne resta toutefois pas inactif, et se fit l'allié du roi Charles VIII de France, duquel il n'obtint cependant que peu de soutien. Les Hameçons et la principauté de Liège s'allièrent également à lui, et les villes brabançonnes de Bruxelles et Louvain lui ouvrirent leurs portes. Mais son succès ne dura pas : le 12 octobre 1492, Philippe de Clèves, totalement isolé, dut rendre L'Écluse, son dernier bastion, et se soumettre.

## Les campagnes de Louis XII et la retraite
À la recherche d'un second souffle, il s'engagea au service de Louis XII pour lequel il participa à plusieurs campagnes militaires au bord de la Méditerranée. Il a commandé les galères françaises envoyées pour reprendre l'île de Mytilène avec Venise et les chevaliers de Rhodes, en 1501, qui s'est terminé par la perte des meilleurs navires français et lui-même faillit mourir noyé. Il est nommé vice-roi de Gênes.  De retour au pays, il tenta de plaire à Charles Quint qui, hormis quelques conseils ou ambassades d’occasion, ne lui fit pas totalement confiance.  Par affection et loyalisme envers son souverain, il lui fait construire un hôtel de chasse au sein même du prieuré de Groenendael. En vain.
Résigné, il se retira dans son château d'Enghien, qu'il fit embellir. Il y mena une vie studieuse et écrivit une Introduction de toutes manières de guerroyer tant par terre que par mer et des choses y servantes (publiée en 1579), très prisée des historiens. S'adonnant à la chasse, à la dévotion et aux œuvres de bienfaisance, il collectionna aussi les œuvres d'art, dont il décora ses châteaux d'Enghien et de Wynendaele. Sa nombreuse bibliothèque se trouvait dans sa maison de Gand.
Lorsque son épouse Françoise décéda sans enfants le 5 décembre 1523, le château et la seigneurie d'Enghien échurent à la sœur (et héritière) de celle-ci, Marie de Luxembourg, par mariage princesse-douairière de Vendôme. Philippe, qui avait joué un rôle culturel important à Enghien et avait apporté de nombreuses et très belles améliorations au château, se vit donc à ce moment obligé de le quitter et se retira au château de Wynendaele, propriété depuis 1410 des ducs de Clèves. Il y mourut trois ans plus tard d'une attaque d'apoplexie ; sa femme et lui furent enterrés à Bruxelles, dans l'ancienne église des Dominicains. Il légua ses biens, notamment sa bibliothèque et sa collection de tapisseries, à l'empereur. 
Malgré d'assez brillants débuts à la cour bourguignonne, Philippe de Clèves ne réussit pas vraiment à accomplir ses ambitions, tant comme noble que comme militaire. Ainsi, bien que soutenu par son ami le comte Charles de Lalaing, il ne fut jamais admis dans l'ordre de la Toison d'Or comme son père l'avait été. On peut également lui reprocher le meurtre (resté impuni) de deux de ses adversaires en 1484 et 1490. Il mérite néanmoins d'être considéré comme un des derniers chevaliers du Moyen Âge à accorder une valeur sacrée à la parole donnée.

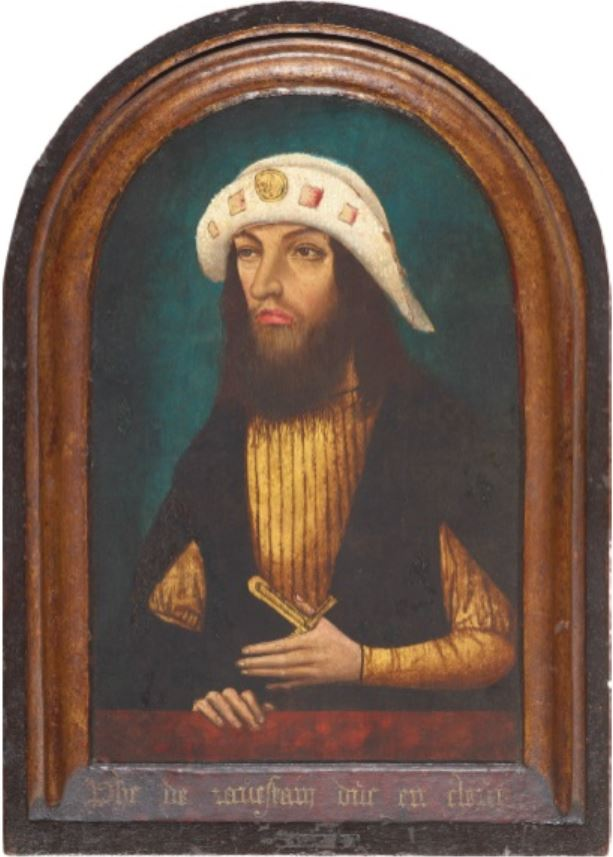
Portrait par le (vers 1475-1500).